# 大仓鼠
大仓鼠（学名：Cricetulus triton）为仓鼠科仓鼠属的动物。在中国大陆，分布于黑龙江、安徽、内蒙古、甘肃、河北、陕西、山西、宁夏、江苏、辽宁、吉林、山东、河南等地，多见于田野。该物种的模式产地在山东北部。

## 亚种
- 大仓鼠甘肃亚种（学名：Cricetulus triton canus），G. Allen于1928年命名。在中国大陆，分布于甘肃、宁夏等地。该物种的模式产地在甘肃卓尼。[2]
- 大仓鼠太白亚种（学名：Cricetulus triton collinus），G. Allen于1925年命名。在中国大陆，分布于陕西（南部）、河南（西北部）、山西（南部）等地。该物种的模式产地在陕西太白山。[3]
- 大仓鼠东北亚种（学名：Cricetulus triton fuscipes），G. Allen于1925年命名。在中国大陆，分布于内蒙古（东部）、黑龙江、辽宁、河北（北部）、吉林等地。该物种的模式产地在北京。[4]
- 大仓鼠山西亚种（学名：Cricetulus triton incanus），Thomas于1908年命名。在中国大陆，分布于陕西（北部）、山西（北部）等地。该物种的模式产地在山西苛岚。[5]
- 大仓鼠宁陕亚种（学名：Cricetulus triton ningshaanensis），Song于1985年命名。在中国大陆，分布于陕西（秦岭南坡）等地。该物种的模式产地在陕西宁陕商南。[6]
- 大仓鼠指名亚种（学名：Cricetulus triton triton），Winton于1899年命名。在中国大陆，分布于安徽、河南、山东、江苏、山西（南部）、河北（南部）等地。该物种的模式产地在山东北部。[7]